# PPP1R3G
PPP1R3G‏ (Protein phosphatase 1 regulatory subunit 3G) هوَ بروتين يُشَفر بواسطة جين PPP1R3G في الإنسان.